# Lijst van rijksmonumenten in Warmenhuizen
De plaats Warmenhuizen telt 11 inschrijvingen in het rijksmonumentenregister. Hieronder een overzicht.
| Object | Oorspronkelijke functie?  | Bouwjaar          | Architect   | Locatie            | Coördinaten?                  | Nr.?   | Afbeelding |
| --- | ------------------------- | ----------------- | ----------- | ------------------ | ----------------------------- | ------ | --- |
| Pand van gebruikelijke boerderij-type bestaande uit een stelpvormige schuur aan een zijde afgeknot en met planken en riet beschoten. Voor de schuur een laag woongedeelte met riet gedekt. Plaatselijk bekend als Baanhuis, waarschijnlijk naar aanleiding van de in de eerste helft der 18e eeuw bestaande spinbaan. | Boerderij                 |                   |             | De Baan 1          | 52° 43' 32" NB, 4° 44' 23" OL | 38273  | Pand van gebruikelijke boerderij-type bestaande uit een stelpvormige schuur aan een zijde afgeknot en met planken en riet beschoten. Voor de schuur een laag woongedeelte met riet gedekt. Plaatselijk bekend als Baanhuis, waarschijnlijk naar aanleiding van de in de eerste helft der 18e eeuw bestaande spinbaan. |
| Stolphoeve met links een uitbouwtje onder een met leien gedekt schilddak. Zesruitsschuifvensters | Boerderij                 | ca. 1850          |             | Dorpsstraat 33     | 52° 43' 37" NB, 4° 44' 23" OL | 38274  | Stolphoeve met links een uitbouwtje onder een met leien gedekt schilddak. Zesruitsschuifvensters |
| Oude Ursulakerk | Kerk en kerkonderdeel     | 13e eeuw          |             | Dorpsstraat 93     | 52° 43' 30" NB, 4° 44' 22" OL | 38275  | Meer afbeeldingen |
| Toren van de Ursulakerk | Kerk en kerkonderdeel     | wellicht 14e eeuw |             | Dorpsstraat bij 93 | 52° 43' 30" NB, 4° 44' 22" OL | 38276  | Meer afbeeldingen |
| Ursula en Gezelinnen | Kerk en kerkonderdeel     | 1872-1873         | Th. Asseler | Dorpsstraat 177    | 52° 43' 17" NB, 4° 44' 17" OL | 38277  | Meer afbeeldingen |
| Stolphoeve, ook van belang in samenhang met nr 207 | Boerderij                 | 1872              |             | Dorpsstraat 180    | 52° 43' 14" NB, 4° 44' 12" OL | 38278  | Stolphoeve, ook van belang in samenhang met nr 207 |
| Stolphoeve. Het voorgevelvlak wordt geleed door geblokte lisenen en horizontaal afgesloten door een kroonlijst. Gesneden voordeur en bovenlicht | Boerderij                 | 1871              |             | Dorpsstraat 207    | 52° 43' 14" NB, 4° 44' 15" OL | 38279  | Stolphoeve. Het voorgevelvlak wordt geleed door geblokte lisenen en horizontaal afgesloten door een kroonlijst. Gesneden voordeur en bovenlicht |
| De Grebmolen | Industrie- en poldermolen | 1875              |             | Molenweg bij 1     | 52° 41' 55" NB, 4° 43' 59" OL | 38281  | Meer afbeeldingen |
| Voormalige vrijstaande pastorie in eclectische bouwtrant | Kerkelijke dienstwoning   | 1869              |             | Dorpsstraat 89     | 52° 43' 31" NB, 4° 44' 22" OL | 498919 | Voormalige vrijstaande pastorie in eclectische bouwtrant |
| Voormalig gemeentehuis annex secretariswoning van de vroegere gemeente Warmenhuizen | Bestuursgebouw en onderdl | 1872              |             | Dorpsstraat 106    | 52° 43' 21" NB, 4° 44' 16" OL | 498925 | Meer afbeeldingen |
| Pastorie | Kerkelijke dienstwoning   | 1883              |             | Dorpsstraat 179    | 52° 43' 17" NB, 4° 44' 18" OL | 498931 | Pastorie |